# Église Saint-André de Viareggio
L’église Saint-André de Viareggio (en italien Chiesa di Sant’Andrea) est une église catholique située à Viareggio, en Toscane, en Italie. Antoine-Marie Pucci y a été inhumé.
L’église a été élevée au statut de basilique mineure en juin 1963.

## Galerie photographique

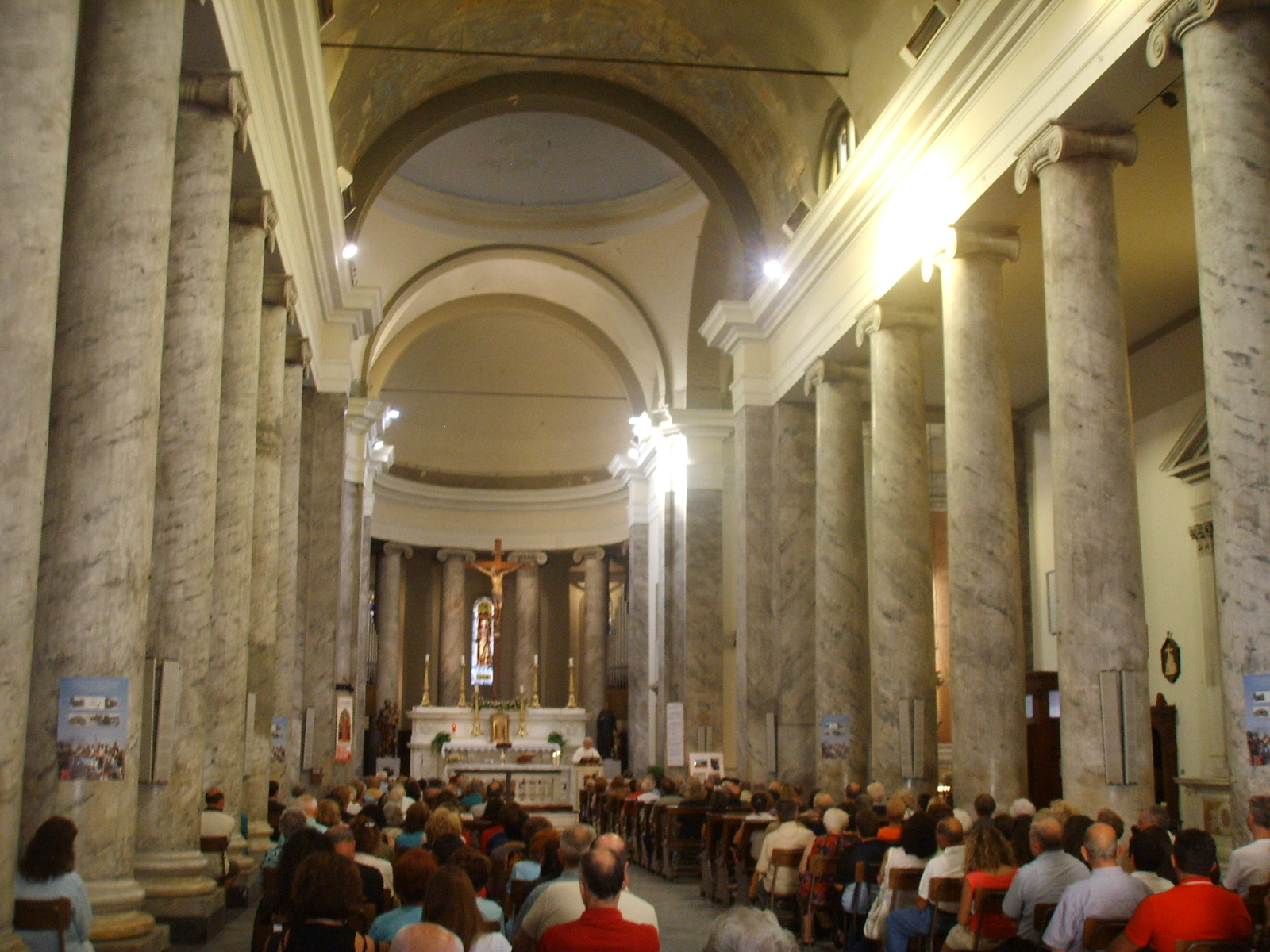
L’intérieur de l’église
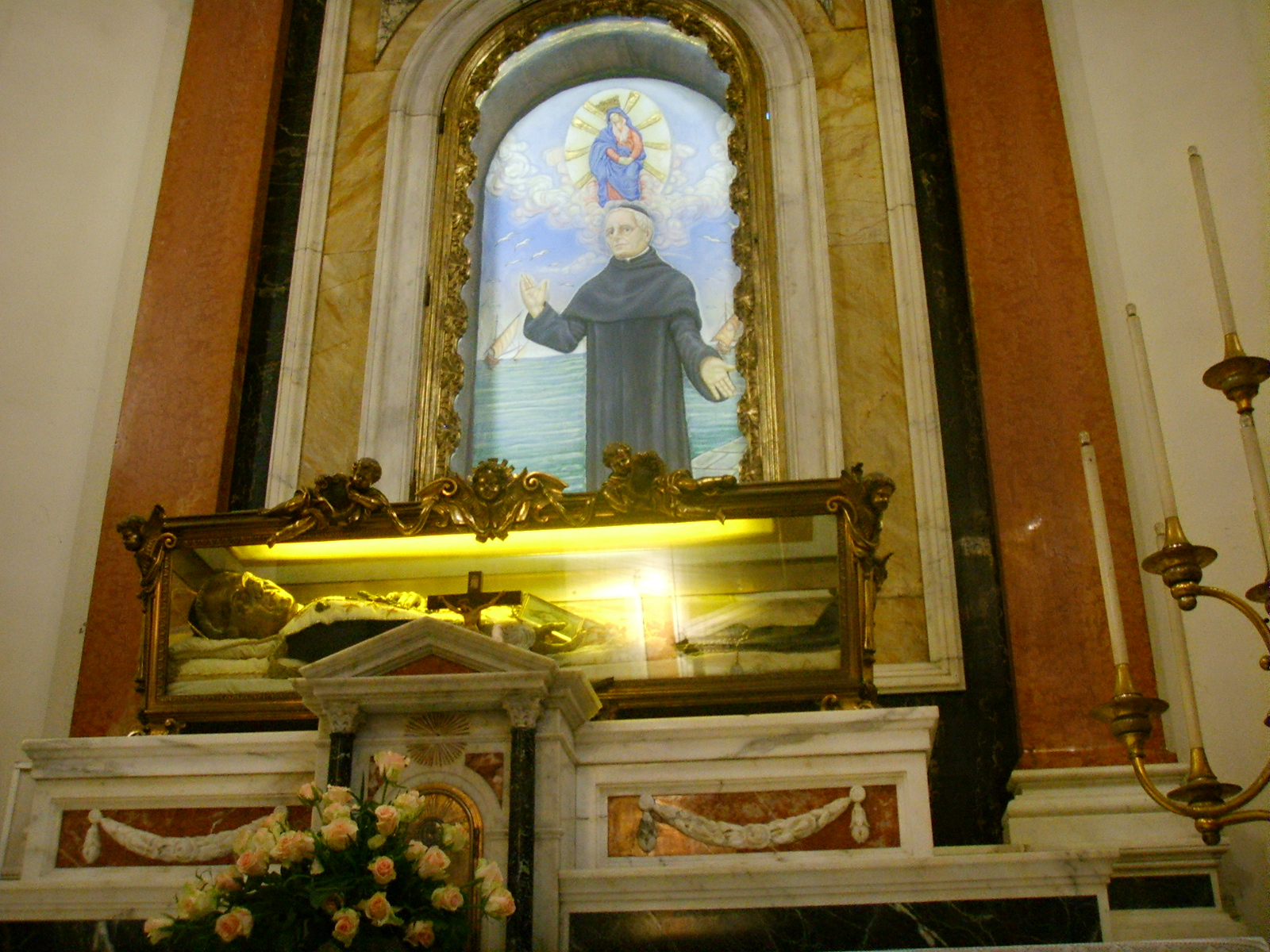
L’autel et les reliques d’Antoine-Marie Pucci
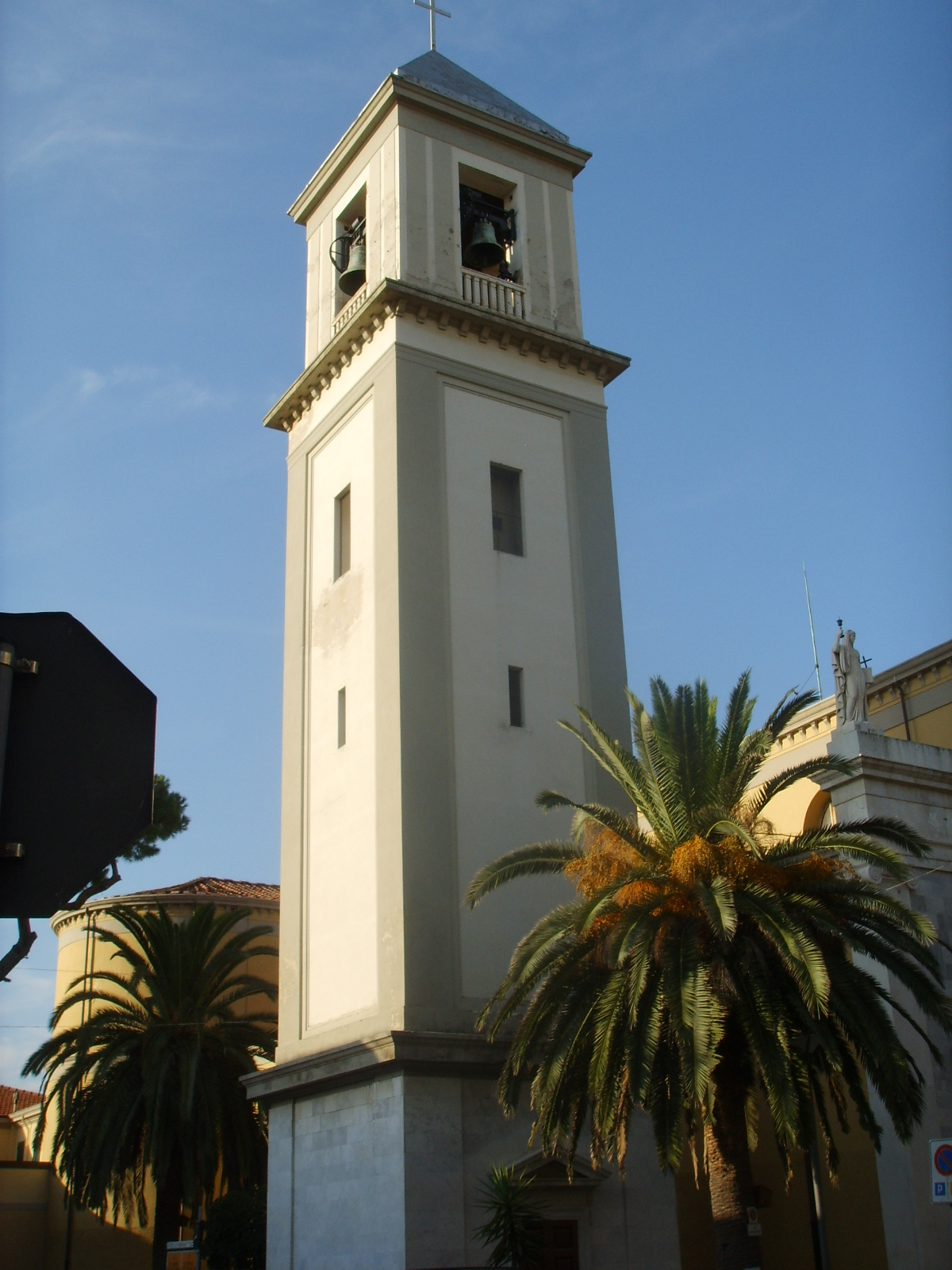
Le campanile